# Bábonymegyer
Bábonymegyer é um município da Hungria, situado no condado de Somogy. Tem 21,93 km² de área e sua população em 2019 foi estimada em 790 habitantes.